# Mohamed Attaoui
Mohamed Attaoui Tijani (Beni Melal, Marruecos, 26 de septiembre de 2001) es un deportista español que compite en atletismo, especialista en las carreras de mediofondo. Ha sido subcampeón de Europa de 800 metros.

## Trayectoria deportiva
Mohamed Attaoui nació en Beni Melal, Marruecos, y desde los seis años vive en Torrelavega, Cantabria. En 2021 obtuvo la nacionalidad española.
En el Campeonato Europeo de Atletismo Sub-23 de 2023 consiguió una medalla de plata en la prueba de 1500 m. Ese mismo año debutó con la selección española absoluta en el Campeonato del Mundo de Budapest 2023, donde se clasificó para semifinales, en las que consiguió su marca personal.
En 2024 participó en el Campeonato del Mundo en pista cubierta, donde quedó eliminado en semifinales de 800 m. En verano, sin embargo, ganó la medalla de plata en el Campeonato de Europa. Unos días más tarde batió el récord de España de 1000 metros con un tiempo de 2:15.03. También en 2024 rompió el récord de España de 800 metros, hasta entonces ostentado por Saúl Ordóñez desde 2018, con una marca de 1:42.04 y convirtiéndose en el noveno mejor tiempo de la historia de esta prueba a nivel mundial. Ese mismo año alcanzó la final en los Juegos Olímpicos, donde fue quinto.
En la temporada invernal decidió correr la prueba de 1500 m y consiguió ganar el Campeonato de España y clasificarse para el Campeonato de Europa en pista cubierta, donde se quedó a las puertas de la final. Al aire libre volvió a los 800 m y consiguió la victoria en esta prueba del Campeonato de Europa por Equipos con récord del campeonato.
Ha sido dos veces campeón de España sub-23 en 1500 m (2022 y 2023).
Mohamed Attaoui vive en St. Moritz, donde entrena a las órdenes de Thomas Dreissigacker con el equipo OAC Europa, del que también forma parte Marta García.

## Palmarés internacional
| Campeonato Europeo | Campeonato Europeo | Campeonato Europeo | Campeonato Europeo |
| Año                | Lugar              | Medalla            | Prueba             |
| ------------------ | ------------------ | ------------------ | ------------------ |
| 2024               | Roma (Italia)      | Medalla de plata   | 800 m              |

## Competiciones internacionales
| Representando a España | Representando a España                 | Representando a España | Representando a España | Representando a España | Representando a España |
| Año                    | Competición                            | Lugar                  | Posición               | Prueba                 | Tiempo                 |
| ---------------------- | -------------------------------------- | ---------------------- | ---------------------- | ---------------------- | ---------------------- |
| 2023                   | Campeonato Europeo Sub-23              | Espoo                  | Medalla de plata       | 1500 m                 | 3:43.63                |
| 2023                   | Campeonato del Mundo                   | Budapest               | 11.º (sf.)             | 800 m                  | 1:44.35                |
| 2024                   | Campeonato del Mundo en pista cubierta | Glasgow                | 5.º (sf.)              | 800 m                  | 1:45.68                |
| 2024                   | Campeonato Europeo                     | Roma                   | Medalla de plata       | 800 m                  | 1:45,20                |
| 2024                   | Juegos Olímpicos                       | París                  | 5.º                    | 800 m                  | 1:42,08                |
| 2025                   | Campeonato de Europa en pista cubierta | Apeldoorn              | 19.º (s.)              | 1500 m                 | 3:42.55                |
| 2025                   | Campeonato de Europa por Equipos       | Madrid                 | 1.º                    | 800 m                  | 1:44.01                |

1. ↑  En esta competición no se entregan medallas por las pruebas individuales